# Laguna Cololo
La laguna Cololo es una laguna altoandina localizada en el extremo oeste de Bolivia, en las tierras altas. Administrativamente se encuentra en el municipio de Pelechuco de la provincia de Franz Tamayo en el departamento de La Paz. Se encuentra en la Cordillera de Apolobamba y como muchas otras lagunas del entorno presenta una forma alargada y estrecha. Tiene unas dimensiones máximas de 9 km de largo por 1,35 km de ancho y una superficie de unos 5,2 km².